# Rus (Jaén)
Rus és un municipi de la província de Jaén (Andalusia), situat a la comarca de la Loma i al sud del riu Guadalimar. En forma part la pedania d'El Mármol